# Hyparrhenia filipendula
Hyparrhenia filipendula är en gräsart som först beskrevs av Ferdinand von Hochstetter, och fick sitt nu gällande namn av Otto Stapf. Hyparrhenia filipendula ingår i släktet Hyparrhenia och familjen gräs. Utöver nominatformen finns också underarten H. f. pilosa.

## Bildgalleri

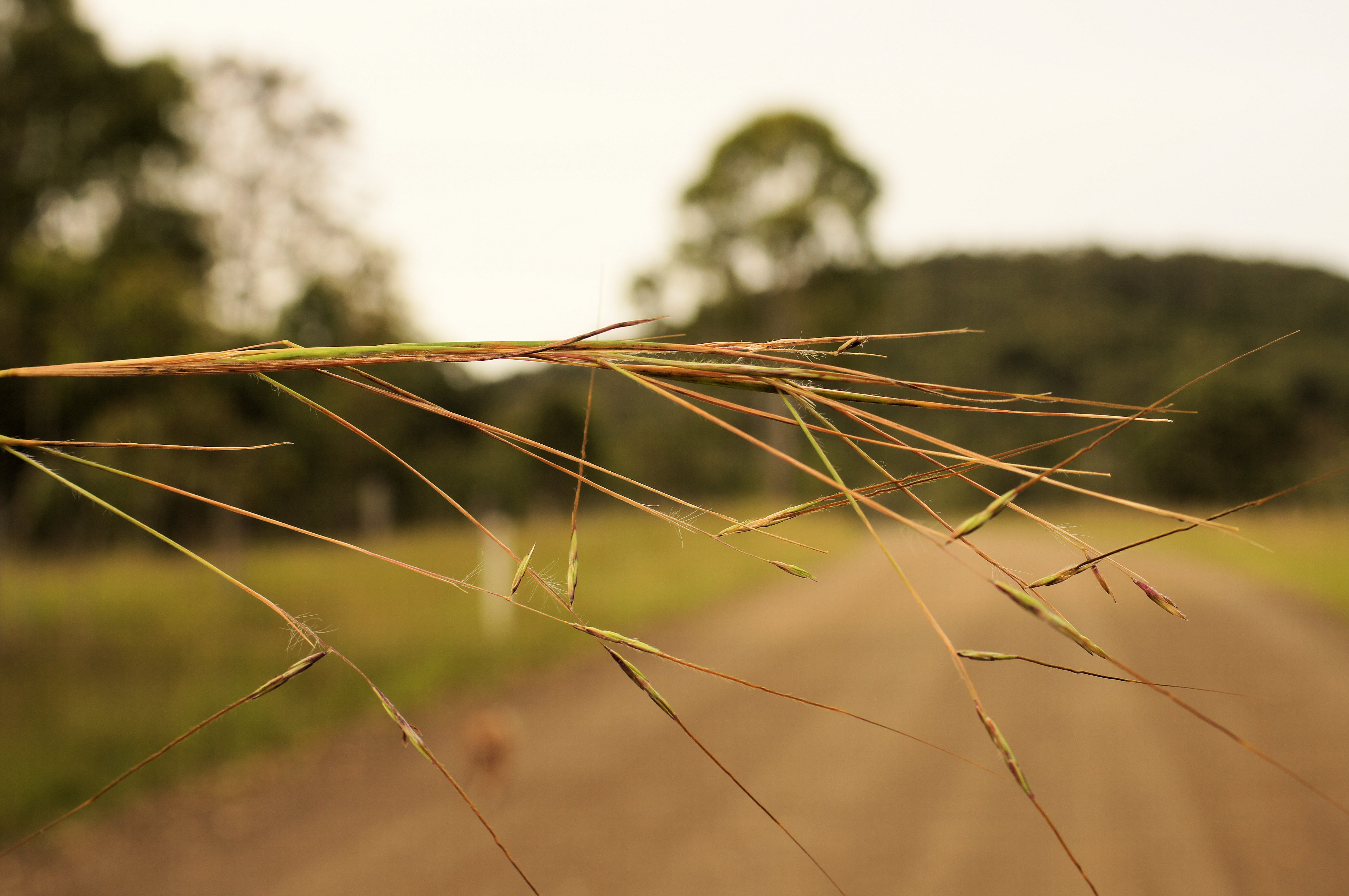
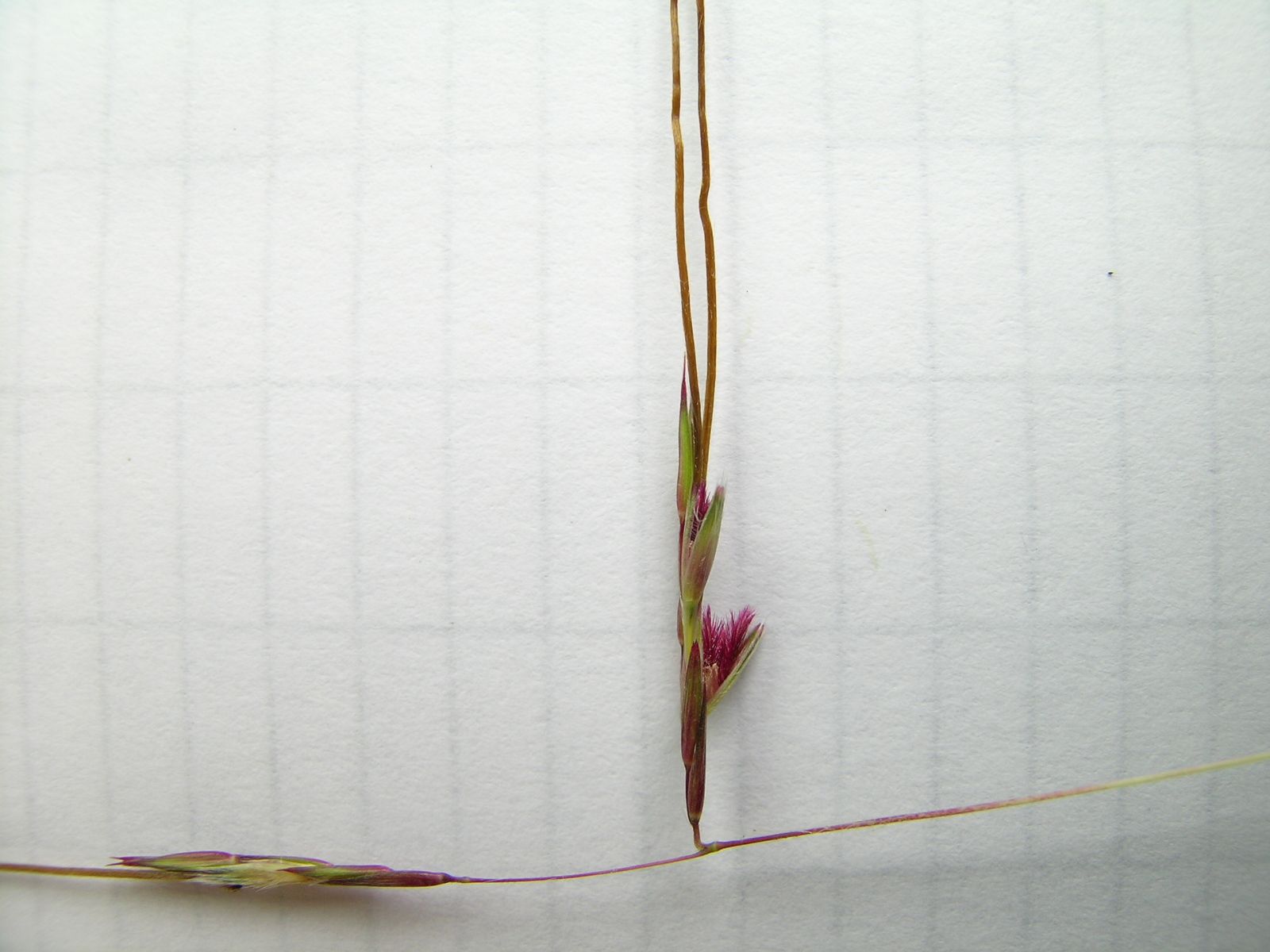